# Phortioeca nimbata
Phortioeca nimbata är en kackerlacksart som först beskrevs av Hermann Burmeister 1838.  Phortioeca nimbata ingår i släktet Phortioeca och familjen jättekackerlackor. Inga underarter finns listade i Catalogue of Life.